# Wilbur D’Alene
Wilbur D’Alene (ur. 25 października 1884 w Center Township, zm. 1 grudnia 1966 w Fort Myers) – amerykański kierowca wyścigowy.

## Kariera
W swojej karierze D’Alene startował głównie w Stanach Zjednoczonych w mistrzostwach AAA Championship Car oraz towarzyszącym mistrzostwom słynnym wyścigu Indianapolis 500. W trzecim sezonie startów, w 1916 roku trzykrotnie stawał na podium, w tym w Indianapolis 500, gdzie był drugi. W kolejnych latach Amerykanin nie zdobywał punktów, a w 1922 roku uplasował się na piętnastym miejscu w Indy 500.